# Diócesis de Khulna
La diócesis de Khulna (en latín: Dioecesis Khulnen(sis), en inglés: Roman Catholic Diocese of Khulna y en bengalí: খুলনা এর বিশপের এলাকা) es una circunscripción eclesiástica latina de la Iglesia católica en Bangladés, sufragánea de la arquidiócesis de Chittagong. La diócesis tiene al obispo James Romen Boiragi como su ordinario desde el 12 de mayo de 2021. 

## Territorio y organización
La diócesis tiene 28 236 km² y extiende su jurisdicción sobre los fieles católicos de rito latino residentes en la división de Khulna y los distritos de Faridpur y Gopalganj (en parte) de la división de Daca.
La sede de la diócesis se encuentra en la ciudad de Khulna, en donde se halla la Catedral de San José.
En 2018 en la diócesis existían 10 parroquias.

## Historia
La diócesis de Jessore fue erigida el 3 de enero de 1952 con la bula Cum sit usu del papa Pío XII, e incluía los territorios de la arquidiócesis de Calcuta y la diócesis de Krishnanagar que, tras la división de la India Británica en 1947, quedaron en Pakistán Oriental (hoy Bangladés).
El 14 de junio de 1956 la sede episcopal fue trasladada de Jessore a Khulna, y la diócesis tomó su nombre actual.
Originalmente sufragánea de la arquidiócesis de Daca, el 2 de febrero de 2017 se unió a la nueva provincia eclesiástica de Chittagong.

## Estadísticas
De acuerdo al Anuario Pontificio 2020 la diócesis tenía a fines de 2019 un total de 34 524 fieles bautizados.
| Año                                                                             | Población            | Población  | Población      | Sacerdotes | Sacerdotes    | Sacerdotes    | Bautizados por sacerdote | Diáconos permanentes | Religiosos | Religiosos | Parroquias |
| Año                                                                             | Bautizados católicos | Total      | % de católicos | Total      | Clero secular | Clero regular | Bautizados por sacerdote | Diáconos permanentes | Varones    | Mujeres    | Parroquias |
| ------------------------------------------------------------------------------- | -------------------- | ---------- | -------------- | ---------- | ------------- | ------------- | ------------------------ | -------------------- | ---------- | ---------- | ---------- |
| 1969                                                                            | 13 669               | 7 381 378  | 0.2            | 16         | 1             | 15            | 854                      |                      | 18         | 20         | 8          |
| 1980                                                                            | 19 647               | 11 873 000 | 0.2            | 24         | 2             | 22            | 818                      |                      | 24         | 46         | 8          |
| 1990                                                                            | 21 591               | 15 920 000 | 0.1            | 34         | 7             | 27            | 635                      |                      | 33         | 74         | 9          |
| 1999                                                                            | 26 289               | 14 717 000 | 0.2            | 43         | 18            | 25            | 611                      |                      | 35         | 96         | 11         |
| 2000                                                                            | 26 715               | 14 717 000 | 0.2            | 37         | 18            | 19            | 722                      |                      | 28         | 88         | 11         |
| 2001                                                                            | 27 379               | 14 717 000 | 0.2            | 39         | 21            | 18            | 702                      |                      | 27         | 102        | 11         |
| 2002                                                                            | 27 967               | 14 717 000 | 0.2            | 38         | 20            | 18            | 735                      |                      | 26         | 97         | 11         |
| 2003                                                                            | 28 665               | 14 717 000 | 0.2            | 39         | 19            | 20            | 735                      |                      | 28         | 107        | 11         |
| 2004                                                                            | 29 093               | 14 717 000 | 0.2            | 41         | 19            | 22            | 709                      |                      | 29         | 101        | 11         |
| 2006                                                                            | 30 056               | 14 717 000 | 0.2            | 40         | 19            | 21            | 751                      | 3                    | 27         | 110        | 11         |
| 2013                                                                            | 34 921               | 16 185 930 | 0.2            | 43         | 25            | 18            | 812                      |                      | 23         | 97         | 11         |
| 2016                                                                            | 36 242               | 16 671 400 | 0.2            | 39         | 23            | 16            | 929                      |                      | 24         | 103        | 11         |
| 2019                                                                            | 34 524               | 15 939 625 | 0.2            | 40         | 23            | 17            | 863                      |                      | 23         | 85         | 10         |
| Fuente: Catholic-Hierarchy, que a su vez toma los datos del Anuario Pontificio. |                      |            |                |            |               |               |                          |                      |            |            |            |

## Episcopologio
- Dante Battagliarin,[4] S.X. † 3 de agosto de 1956-20 de marzo de 1969 renunció[5])
- Michael Atul D'Rozario, C.S.C. † (21 de septiembre de 1970-19 de febrero de 2005 retirado)
- Bejoy Nicephorus D'Cruze, O.M.I. (19 de febrero de 2005-8 de julio de '2011 nombrado obispo de Sylhet)
- James Romen Boiragi, desde el 4 de mayo de 2012